# Буазизи, Мохаммед
Мохаммед Буазизи (араб. محمد البوعزيزي‎; 29 марта 1984, Сиди-Бузид, Тунис — 4 января 2011, Бен-Арус, Тунис) — тунисский торговец фруктами, проживавший в городе Сиди-Бузид, совершивший самосожжение, послужившее началом массовых народных волнений в Тунисе, перешедших в революцию.

## Биография
Родился в 1984 году. Окончил среднюю школу в деревне Сиди-Салах. Начал работать с 10 лет. Некоторые СМИ сообщают, что он окончил университет, но это не так. По словам его сестры, он не смог закончить старшие классы.
По её рассказу, когда он продавал овощи на базаре в городе Сиди-Бузид, у него возник конфликт с представительницей местной администрации из-за торговли без разрешения; сначала конфликт удалось замять, но затем женщина вернулась и оштрафовала его на $6,86. Конфликт разгорелся с новой силой, она конфисковала у него электронные весы, дала ему пощёчину и сбросила овощи. Для Мохаммеда это было нестерпимым унижением (стоит принять во внимание, что это была женщина, а дело происходит в арабском мире).

Поскольку на многих развивающихся рынках безработица высока, одним из результатов является большое число безработных мужчин, которые в отчаянии ищут способ накормить свою семью. Когда в декабре в Тунисе Мохамед Буазизи поджёг сам себя, то произошло это не потому, что ему не давали выразить гражданскую волю путём голосования. Произошло это потому, что он не мог прокормить свою семью, а полиция конфисковала фрукты и овощи, которые он пытался продать.

## Самосожжение

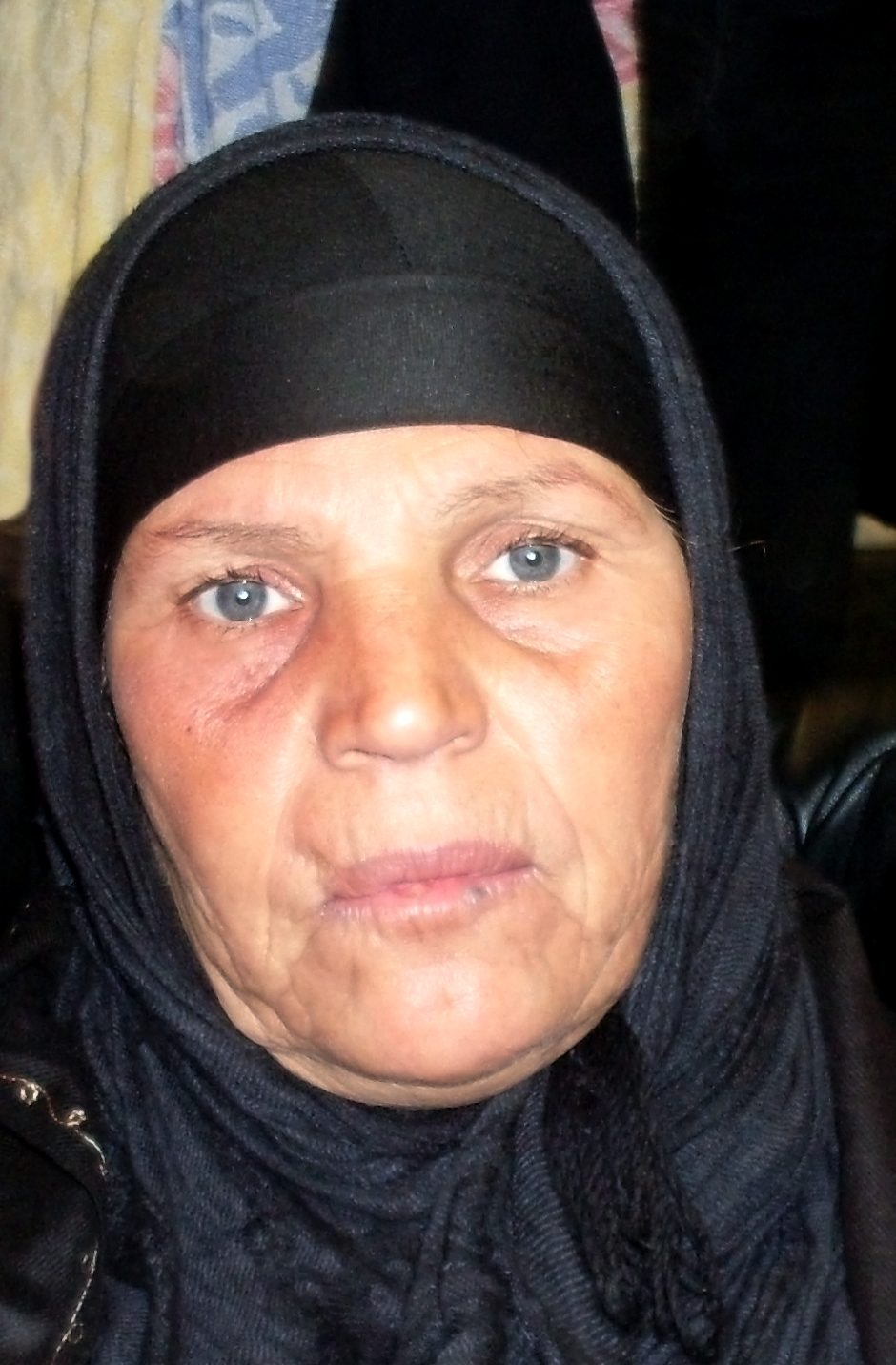
Мать Мохаммеда Буазизи

Буазизи обратился за помощью в мэрию, но не был выслушан. После нанесённого оскорбления 17 декабря 2010 года облил себя горючим на площади перед мэрией и поджёг. С обширными ожогами был доставлен в больницу.
Этот акт самосожжения послужил толчком к выступлениям молодёжи в окрестных городах. 28 декабря президент Туниса Зин эль-Абидин Бен Али посетил его в больнице. 4 января 2011 года Мохаммед скончался, успел попросить прощения у матери за доставленные хлопоты. Его слова к матери опубликованы в интернете. Похоронен в родном городе. У Аль-Джазиры есть снятый в Сиди-Бузиде материал о нём, о его могиле.

## Память
Городской совет Парижа единогласно проголосовал за присвоение улице или площади имени Мохаммеда Буазизи.
17 февраля центральная площадь Туниса 7 ноября названа именем героя революции Мохаммеда Буазизи.

## Значение
Его смерть усилила выступления молодёжи за изменение условий жизни. Несколько человек повторили его пример в Тунисе, Алжире, Египте, Йемене.
Его самосожжение положило начало революции в Тунисе.